# Kościół św. Katarzyny w Opolu-Bierkowicach
Kościół świętej Katarzyny – drewniana świątynia znajdująca się w Muzeum Wsi Opolskiej w Opolu. Znajduje się w dzielnicy Bierkowice.

## Historia
Świątynia została zbudowana w 1613 roku jako ewangelicka we wsi Gręboszów koło Namysłowa. Ufundował ją Cyprian Kotuliński. W 1654 r. przejęty przez katolików. Budowla była remontowana w 1816, 1854 i 1886 roku. W 1975 roku została przeniesiona do Muzeum Wsi Opolskiej i jednocześnie usunięto z jej wnętrza emporę. 

## Architektura

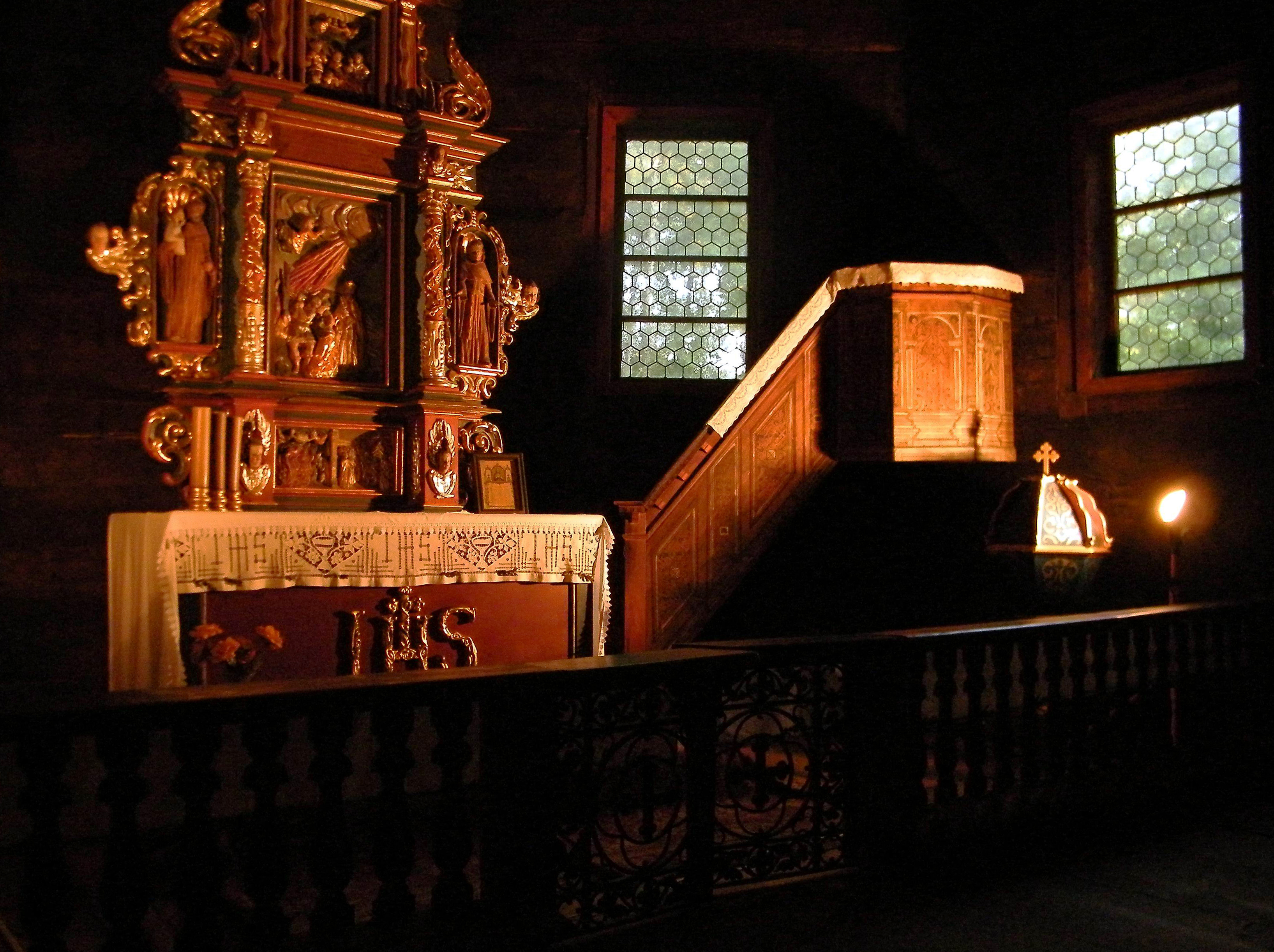
Wnętrze

Jest to kościół drewniany, posiadający konstrukcję zrębowo–wieńcową. Do jego budowy użyto drewna modrzewiowego. Świątynia jest salowa i nie posiada wydzielonego prezbiterium z nawy. Kościół jest zamknięty trójbocznie, z boku znajduje się zakrystia. Od frontu znajduje się wieża na planie kwadratu, posiadająca konstrukcję słupową, jej ściany zwężają się ku górze. Zwieńcza ją ośmioboczny, drewniany ostrosłupowy dach hełmowy. Budowla nakryta jest dachem jednokalenicowym, złożonym z gontów. Wnętrze jest nakryte stropami płaskimi. Ołtarz i chrzcielnica zostały umieszczone w murowanej świątyni w Gręboszowie. Oryginalna ambona w stylu renesansowym pochodzi z początku XVII wieku i jest ozdobiona malowidłami o motywach roślinnych. Ołtarz główny w stylu barokowym został wykonany w 1632 roku i był dawniej umieszczony w rozebranej świątyni w Groszowicach, natomiast loża kolatorska mieściła się dawniej w świątyni w Gierałcicach. Na ścianach znajdują się epitafia protestanckie chłopów pochodzące z lat 1786 – 1882 i były umieszczone dawniej w kaplicy cmentarnej w Ligocie Górnej.